# Coupe du monde de saut d'obstacles 1986-1987
Navigation
Édition précédente Édition suivante
La coupe du monde de saut d'obstacles 1986-1987 est la 9e édition de la coupe du monde de saut d'obstacles organisée par la FEI. La finale se déroule à Paris (France), en avril 1987.

## Classement après la finale
| Pos. | Cavalier           | Nationalité | Cheval         |
| ---- | ------------------ | ----------- | -------------- |
| 1    | Katharine Burdsall | États-Unis  | The Natural    |
| 2    | Philippe Rozier    | France      | Malesan Jiva   |
| 3    | Lisa Ann Jacquin   | États-Unis  | For the moment |